# Terra Nova
Terra Nova là một đô thị thuộc bang Bahia, Brasil. Đô thị này có diện tích 198,626 km², dân số năm 2007 là 12281 người, mật độ 61,83 người/km².